# 키류 미모리
키류 미모리(桐生 水守)는 스크라이드의 히로인이다. 국내명은 정미리.

## 소개
성우는 나가시마 유코/최덕희. 나이는 18세이고, 류호의 소꿉친구이자 과학자이다. 본토 출신. 앨터 능력자가 아닌 일반인이지만 7살에 이미 월반을 하여 대학원을 졸업한 천재.

## 행적
2화에서 첫 등장하며, 류호를 만나기 위해 로스트 그라운드에 넘어온다. 5화에서는 카즈마의 부탁으로, 병에 걸린 유타 카나미의 병을 고쳐주었다.